# 10PASS-TS
10PASS-TS est une spécification de la couche physique (PHY) de l'IEEE 802.3-2008.
Elle définit les communications Ethernet full-duplex sur des faibles distances en utilisant des câbles à paires torsadées de catégorie 1.
10PASS-TS permet de délivrer un minimum de 10 Mbit/s à des distances allant jusqu'à 750 mètres, en faisant appel à la technologie VDSL sur une paire de cuivre. Elle permet aussi le support optionnel d'une agrégation de paires multiples.
Contrairement à 10BASE-T, 100BASE-T et 1000BASE-T qui fournissent des taux respectifs de 10, 100 et 1000 Mbit/s, le taux des liens 10PASS-TSpeut varier en fonction des caractéristiques de la paire à savoir principalement:
- la longueur du câble.
- la section du câble.
- le nombre de paires si le lien est agrégé.

## Fabricants d'équipements 10PASS-TS
- Infineon Technologies AG[1]
- Ikanos[2]